# 英聯邦議會協會
大英國協議會協會（英語：The Commonwealth Parliamentary Association，縮寫CPA）以前稱為帝國議會協會，是一個致力於支持善治、民主和人權的組織。

## 概述
1989年，大英國協議會協會的贊助人是英國女王伊莉莎白二世。副贊助人由主辦即將召開的年度大英國協議會會議的大英國協成員國之國家元首和政府首腦輪流擔任。大英國協議會協會的最高權力機構是大會，由每年舉行的大英國協議會會議的代表組成。CPA的業務和活動由執行委員會管理，該執行委員會向大會報告。CPA的資金來自其分支機構支付的會員費，以及兩個信託基金。
大英國協議會協會的官方出版物是The Parliamentarian，即1920年1月首次出版的大英國協議會雜誌。大英國協議會協會負責管理大英國協女議員(CWP)，這是一個橫跨大英國協的網絡，旨在促進女性在議會中的代表性。CPA小型分支機構網絡，代表人口低於500,000人的議會和立法機構。和大英國協青年議會，這是由大英國協議會主辦的青年年度聚會。
大英國協議會協會目前擁有大約180個分支機構，分為九個區域：非洲、亞洲、澳大利亞、不列顛群島和地中海、加拿大、加勒比海、美洲和大西洋、印度、太平洋和東南亞。CPA總部秘書處設在倫敦。

## 歷史
CPA於1911年作為帝國議會協會成立，其第一個分支機構是澳大利亞、加拿大、紐芬蘭、紐西蘭、南非和英國。1948年該協會更名為現在的大英國協議會協會，並邀請所有分支機構參與該組織的管理。